# DIN 74361
DIN 74361 er en DIN-Standart for en konisk fjederskive.
| Gevind            |  | M12  | M14 | M16  | M18 | M20 | M22 |
| ----------------- |  | ---- | --- | ---- | --- | --- | --- |
| Huldiameter D1:   |  | 14,5 | 17  | 18   | 20  | 24  | 24  |
| Udv. Diameter D2: |  | 23   | 26  | 26,5 | 29  | 34  | 34  |
| Tykkelse S:       |  | 5    | 6   | 6,5  | 7   | 8   | 8   |